# The Chainsmokers
The Chainsmokers (deutsch „Die Kettenraucher“) ist ein US-amerikanisches Future-Bass-Duo aus New York, welches aus den DJs Andrew Taggart (* 1989) und Alex Pall (* 1985) besteht. Im Jahr 2014 feierte das Duo mit dem Song #Selfie ihren weltweiten Durchbruch. Nach einem Genre-Wechsel konnten sie 2016 mit Roses und Don’t Let Me Down den Erfolg ihrer Debütsingle übertreffen.

## Bandgeschichte

### 2009 bis 2012: Gründung und erste Veröffentlichungen
Gegründet wurde das Projekt im Jahr 2009 von dem Kunst-Studenten Alexander Pall und dem Journalismus-Studenten Rhett Bixler alias Ciga Rhett. Der Name entstand durch die Tatsache, dass Alex zu dem Zeitpunkt Raucher war und sie sahen, dass die Domain zur Verfügung stand. Nachdem sie nicht weiter darüber nachdachten, erwarben sie die Rechte für die Domain. Zu dieser Zeit traten sie jedoch lediglich als DJ-Duo auf, erst durch den Manager Adam Alpert änderte sich die Ausrichtung des Projekts. 2012 verließ Bixler dieses jedoch. Da jedoch verschiedene Auftritte sowie auch Produktionen im Raum standen und Pall seinen Hauptjob aufgeben musste, bat er Alpert darum, ihn bei der Suche nach einem neuen Mitglied zu unterstützen. Dabei bot sich schnell Music-Business-Student und „Interscope“-Musiker Andrew Taggart, der ebenfalls unter Alperts Fittichen stand, als potenzieller Ersatz an. Nachdem Alpert ihm von dem Projekt erzählte, fand Taggart schnell Gefallen und schloss sich Pall an. Die beiden New Yorker führten die Studioarbeiten entsprechend fort.
Erste Aufmerksamkeit erregten sie mit Remixes für Dragonette, Two Door Cinema Club und The Wanted. Mit der indischen Schauspielerin Priyanka Chopra nahmen sie die Single Erase auf. In der Folge bekamen sie einen Plattenvertrag bei Republic Records, einem Sublabel von „Universal“.
Am 28. September 2013 kam es zu ihrem ersten großen Auftritt. Dieser erfolgte auf dem TomorrowWorld-Festival in Atlanta. Wenige Monate später legten sie zudem auf dem Ultra Music Festival auf. Weiterhin hatten sie Gastauftritte bei Auftritten von unter anderem Avicii, Pete Tong, Calvin Harris und Steve Aoki.

### 2014: Weltweiter Durchbruch mit#Selfie
Bei Steve Aokis Label Dim Mak Records veröffentlichten sie dann Anfang 2014 den Song #Selfie. Mit der Internet-Marketingfirma TheAudience, die sie auch mit dem DJ zusammengebracht hatte, entwarfen die Chainsmokers ein Social-Media-Konzept zu dem Lied. Sie starteten einen Aufruf zur Einsendung von Selfies – mit dem Smartphone erstellte Selbstporträts –, um sie in das Musikvideo einzubauen. Dafür erstellten sie ein Anleitungsvideo bei YouTube. Innerhalb einer Woche gingen daraufhin 2000 Bilder ein. Neben den ausgewählten Fanschnappschüssen waren dann auch Selbstaufnahmen von Steve Aoki, A-Trak, Snoop Dogg, Ian Somerhalder und David Hasselhoff im Video zu sehen. Die Handlung des Videos bzw. des Liedes besteht wiederum aus dem Selbstgespräch einer Frau in einer Disco, die mit bei Instagram hochgeladenen Selfies einen Kerl auf sich aufmerksam machen will. Gesprochen wird sie von Alexis Killacam, im Video dargestellt jedoch von dem US-amerikanischen Modell Lindsey Diane. Zusätzlich stellten die Chainsmokers kurze instrumentale Ausschnitte ihres Songs bei SoundCloud bereit, damit Fans damit eigene Videos erstellen und hochladen konnten.
Ende Januar wurde das Video zu #Selfie bei YouTube eingestellt und erreichte bis Mitte Februar eine Million Aufrufe. Das Gruppenselfie von Ellen DeGeneres von der Oscarverleihung am 2. März, das einen Twitter-Rekord aufstellte und von den Chainsmokers auf Facebook beantwortet wurde, brachte dem Lied zusätzlichen Auftrieb. Mit der internationalen Singleveröffentlichung stieg die Zugriffszahl dann in vier Wochen bis auf 30 Millionen. Die Single erreichte die Single-Charts vieler Länder sowie Platz eins der US-Dancecharts.
Wenige Monate später veröffentlichte das Duo den Song Kanye. Gesungen wurde das Lied vom US-amerikanischen Indie-Pop-Duo Siren, die den Track in Zusammenarbeit mit dem aus New York stammenden Songwriter Mike Del Rio schrieben. Das Lied konnte nicht an den Erfolg der Vorgänger-Single #Selfie anschließen. Remixe erschienen unter anderem von Steve Aoki, Twoloud und Don Diablo. Im Vergleich zu #Selfie erscheint Kanye melodiöser und lässt sich in den Bereich des Progressive-House einordnen. Diesen Stil führten die beiden Nachfolger-Singles Let You Go mit Bully Songs und Good Intentions mit The Great Fine OK weiter.
Am 31. August 2015 erschien das Lied Split (Only U), das sie gemeinsam mit Tiësto produzierten. Die Melodie des Titels basiert auf dem Lied Only U von Ashanti aus dem Jahr 2004. Innerhalb kürzester Zeit stieg der Big-Room-Song bis auf Platz eins der Beatport-Charts, wo er mehrere Tage verweilte. In die Charts rückte das Lied lediglich in Frankreich und Belgien. Für Aufsehen sorgte hingegen das Video, das die Chainsmokers zu sehen sind, wie sie Tiësto entführen und ermorden, woraufhin sich dieser als Untoter rächt.

### 2015 bis 2016: Genrewechsel zum Future-Bass
Im Sommer 2015 erschien die Single Roses, die sie mit der US-amerikanischen Sängerin Elizabeth Mencel alias Rozes aufnahmen. Während Rozes die Strophen schrieb und die Chainsmokers die Melodie entwickelten, sangen sowohl Rozes, als auch Andrew Taggart die Hookline zusammen. Roses erreichte Anfang 2016 die Singlecharts mehrerer Länder, darunter die Top 10 der USA und Kanada. In den US-amerikanischen Hot Dance/Electronic Charts konnte das Lied Ende Januar 2016 bis auf Platz eins vorrücken und dort drei Monate verbleiben.
2016 veröffentlichte das Duo die Single Don’t Let Me Down, einen Trap-Song, bei dem die US-amerikanische Sängerin Daya den Gesang beisteuerte. Für starke Promotion sorgte im März 2016 zudem das Ultra Music Festival, wo das Lied unter anderem von Hardwell, Riggi & Piros und den Chainsmokers selbst gespielt wurde. Zudem stellten sie gemeinsam mit W&W einen Remix zu Don’t Let Me Down vor. Mit Top-10-Platzierungen unter anderem in Deutschland, Norwegen und Österreich war dieses Lied die bis dahin kommerziell erfolgreichste Single der Chainsmokers sowie auch der Sängerin Daya. Bei den Grammy Awards 2017 wurde das Lied als beste Dance-Aufnahme des Jahres ausgezeichnet. Mit der am 29. Juli 2016 veröffentlichten Single Closer erreichten die Chainsmokers erstmals eine Nummer-eins-Platzierung in den Billboard Hot 100. Es ist das erste Lied, bei dem Taggart einzelne Passagen aus dem Lied allein singt. Weitere Unterstützung erhielten sie von der US-amerikanische Sängerin Halsey.
Am 29. September 2016 veröffentlichte das Duo das Lied All We Know als Single. Gesungen wird dies von der US-amerikanischen Sängerin Phoebe Ryan. Parallel mit der Single Setting Fires, die von XYL gesungen wird, erschien die EP Collage am 4. November 2016. Diese enthält alle Veröffentlichungen aus dem Jahr. Setting Fires konnte nicht an den Erfolg der Vorgänger anschließen und verpasste unter anderem den Sprung in die deutschen Single-Charts.

### 2017: Debüt-AlbumMemories…Do Not Open
Am 12. Januar 2017 erschien das Lied Paris, das neben Taggart auch von Emily Warren gesungen wird. Der Titel konnte in Deutschland, Großbritannien und Australien die Top-10 erreichen und verkaufte sich binnen drei Monaten rund 1,5 Millionen Mal. Parallel wurde bekanntgegeben, dass das Release eines ersten Studioalbums für April 2017 angesetzt sei. Ebenfalls wurden erste Planungen einer dazugehörige Tour bis Juni 2017 in Nordamerika, bei der unter anderem Lost Frequencies, Kiiara und Emily Warren das Duo begleiten werden, verkündet.
Am 24. Februar 2017 wurde dies zum Vorbestellen zur Verfügung gestellt. Am 22. Februar 2017 trat das Duo zusammen mit Coldplay bei den BRIT Awards 2017 auf, wo sie ihre gemeinsame Single Something Just Like This vortrugen. Parallel erschien das Lied als zweite Single-Auskopplung ihres Debüt-Studioalbums. Der Track rangierte in über sechs Ländern für mehrere Wochen hinter Ed Sheerans Shape of You auf Platz zwei der offiziellen Single-Charts.
Am 27. März 2017 wurde The One als dritte Single-Auskopplung veröffentlicht. In Deutschland, der Schweiz und Großbritannien erreichte das Lied die offiziellen Single-Charts. Wie bei Paris wirkte unter anderem Emily Warren beim Songwriting mit.
Am 7. April 2017 wurde das Album Memories…Do Not Open dann als Download und auch als CD veröffentlicht. Das Album enthält insgesamt zwölf Songs, während die Vorab-Singles bereits vorher zum Download vom Album freigegeben, waren die neun weiteren Songs erstmals verfügbar. Mit dabei sind Kollaborationen mit Louane, Jhené Aiko und Florida Georgia Line. Das Album stieg auf Platz eins der Billboard 200 ein und erreichte auch in den meisten europäischen Ländern eine Top-10-Platzierung.
Nach Album-Release veröffentlichten die Chainsmokers die Tracks Honest und Young als Singles, die jedoch ausschließlich aus Remix-Beiträgen bestanden. Honest erreichte eine Platzierung in den US-Charts, während Young das Duo in die kanadischen Singlecharts brachte. Außerdem war Andrew Taggart einer der Produzenten des Songs Best of Me der K-Pop-Band BTS, welches am 24. August 2018 veröffentlicht wurde.

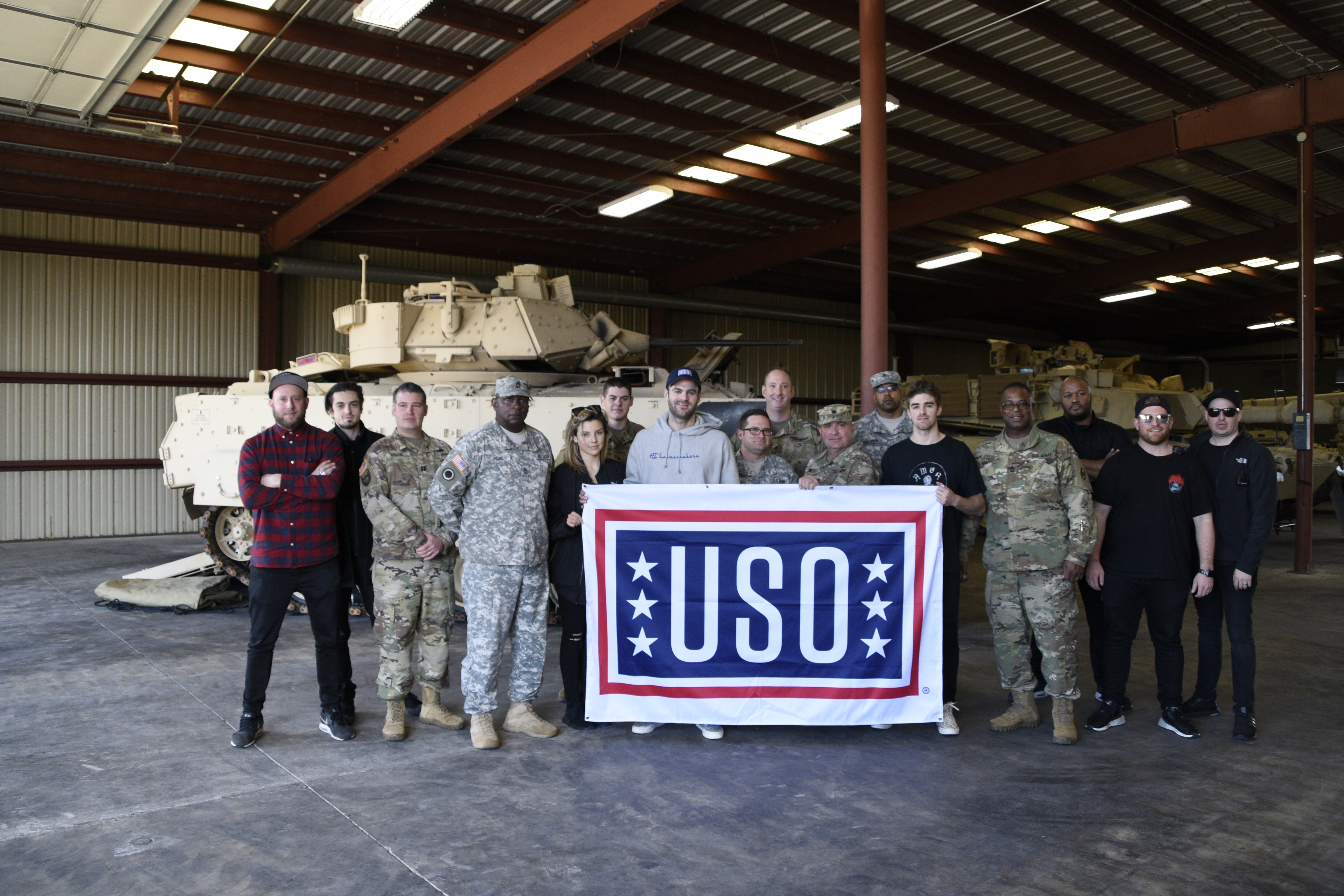
The Chainsmokers auf dem McCrady Training Center der South Carolina National Guard

### 2018:Sick Boy
Nachdem sie zu Beginn des Jahres ein neues Logo präsentierten starteten sie mit mehreren Posts einer Textzeile auch die Promo-Aktion zu einer kommenden Single. Diese wurde, nachdem am Times Square Werbung geschaltet wurde, am 17. Januar 2018 mit dem Titel Sick Boy veröffentlicht. Das Lied erreichte in zahlreichen Ländern, darunter in Deutschland und Österreich eine Top-10-Platzierung.
Am 16. Februar 2018 folgte das Lied You Owe Me, das als EP mit dem Titel Sick Boy … You Owe Me als EP mit dem Vorgänger erschien. An den Erfolg von Sick Boy konnte der Song nicht anschließen. Am 16. März 2018 erschien der Track Everybody Hates Me ebenfalls als EP. Als Sick Boy … Everybody Hates Me waren hierbei alle drei bis dahin im Jahr 2018 veröffentlichten Stücke enthalten. Remix-EPs zu den Songs wurden separat veröffentlicht. Es folgte die Veröffentlichung des Liedes Somebody mit dem Sänger Drew Love,.
Am 27. Juli 2018 veröffentlichte das Duo mit Side Effects ihre fünfte Single des Jahres. Unterstützt werden sie dabei erneut von Emily Warren.
Am 18. September 2018 erschien die Single This Feeling, die von der US-amerikanischen Country-Pop-Sängerin Kelsea Ballerini gesungen wird. Am 12. November 2018, fast 2 Monate später, erschien das dazugehörige Musikvideo. Stilistisch ließen sie sich bei dem Track von früheren Erfolgen beeinflussen. Nach dem Track wurden weitere Songs vom Album veröffentlicht, wie Siren und Save Yourself. Letzteres bekam sogar ein Musikvideo. Am 14. Dezember kam dann schließlich die letzte und Vollversion des Albums Sick Boy raus. Dieses enthielt noch zusätzlich den neuen Song Hope.

### 2019:World War Joy
Nachdem sie in Sydney und Melbourne beim Ultra Music Festival Australia auftraten, wurde das Lied Who Do You Love am 7. Februar 2019 veröffentlicht. Es wurde in Zusammenarbeit mit der australischen Band 5 Seconds of Summer aufgenommen. Das dazugehörige Musikvideo wurde am 25. März 2019 auf YouTube hochgeladen. In den Billboard Hot 100 konnte das Lied eine Platzierung von 52 erreichen. In Deutschland landete es auf Platz 55. Im Zuge der Single, gaben sie für September 2019 eine Nordamerika-Tour durch 41 Städte gemeinsam mit 5 Seconds of Summer bekannt. Des Weiteren soll die Sängerin und Schauspielerin Lennon Stella, die in der Fernsehserie Nashville zu sehen ist, mit dabei sein.
Am 29. März 2019 folgte die Single Kills You Slowly. Auf Spotify erreichte der Song über 23 Millionen Streams und konnte damit nicht an Who Do You Love mit mehr als 150 Millionen Streams anschließen. Am 24. Mai 2019 wurden eine Remix-EP veröffentlicht. Do You Mean erschien als dritte Single-Veröffentlichung am 26. April 2019 gemeinsam mit Gastbeiträgen vom R&B-Sänger und Rapper Ty Dolla $ign und der in Deutschland geborenen Sängerin Bülow. Am 31. März 2019 traten sie zum sechsten Mal in Folge beim Ultra Music Festival auf. Dort spielte das Duo erstmals ihren gemeinsam mit Produzenten Illenium und Lennon Stella aufgenommenen Song Takeaway. Am 31. Mai 2019 veröffentlichte das Duo das Lied Call You Mine, das mit der US-amerikanischen Popsängerin Bebe Rexha aufgenommen wurde als Single. Diese Single konnte sich in vielen Charts platzieren, wie zum Beispiel in den deutschen und amerikanischen. Call You Mine erreichte nur nach wenigen Monaten schon Goldstatus in Amerika.
Am 24. Juli 2019 veröffentlichten sie das Lied Takeaway mit Illenium und Lennon Stella, nach seiner Premiere beim Ultra Music Festival. Eine Woche vorher starteten sie eine Promoaktion, bei der auf ihren Social-Media-Profilen ein fiktiver Chatverlauf zwischen ihnen, Illenium und Lennon Stella geteilt wurde. Das offizielle Musikvideo wurde im Vessel in New York gedreht. Der Song rückte unter anderem in Ungarn, Norwegen und Tschechien in die Top-20 der offiziellen Singlecharts.
Am 8. November 2019 veröffentlichten sie ihre Single Push My Luck. Am 6. Dezember desselben Jahres veröffentlichten sie ihr Album World War Joy mit den bisherigen Songs aus 2019 und vier neuen Singles.

### 2022:So Far So Good
Am 3. Januar 2022 veröffentlichten sie nach einer zweijährigen Pause neue Musik. Den Anfang machten die Lieder I Can’t Make You Love Me und Meet Me at Our Spot, die als Remix-Version auf SoundCloud zu hören waren. 
Am 24. Januar 2022 kündigten The Chainsmokers die Leadsingle „High“ aus ihrem vierten Studioalbum an. Der Song wurde am 28. Januar 2022 veröffentlicht. Die zweite Single „iPad“ folgte am 11. März 2022.
Am 6. April 2022 gaben sie bekannt, dass ihr viertes Studioalbum „So Far So Good“ am 13. Mai 2022 erscheinen würde. Als dritte Vorab-Single wurde „Riptide“ am 22. April 2022 veröffentlicht.
Am 17. Mai 2022 verteilten The Chainsmokers 5.000 NFTs an Fans, die ihnen Anteile an den Streaming-Einnahmen von So Far So Good sicherten. Am 22. Juli 2022 veröffentlichten sie die Deluxe Edition des Albums, die die zusätzlichen Songs „The Fall“ (mit dem DJ-Duo Ship Wrek), „Why Can’t You Wait“ (mit dem elektronischen Duo Bob Moses) und „Time Bomb“ enthielt.

### 2023:Summertime Friends
Am 21. April 2023 veröffentlichten The Chainsmokers den Song „Up & Down“, gefolgt von „Self Destruction Mode“ und „See You Again“ (featuring ILLENIUM) im Juni. Im Juli erschienen die Singles „Celular“ und „My Bad“, bevor im September „Summertime Friends“ und „Jungle“ folgten.
Am 20. Oktober 2023 brachten sie ihr fünftes Studioalbum „Summertime Friends“ heraus. Das Cover-Artwork der EP wurde von Wong Kar-Wais Film Fallen Angels (1995) inspiriert.
Im selben Jahr arbeiteten The Chainsmokers mit dem japanischen Rockstar Yoshiki zusammen, um eine klassische Version ihres Hits „Closer“ für den Dokumentarfilm Yoshiki: Under the Sky zu performen.

### 2024:No Hard Feelings
Am 29. März 2024 veröffentlichten The Chainsmokers den Song „Addicted“, eine Zusammenarbeit mit dem brasilianischen Produzenten Zerb und der Sängerin Ink. Am 26. April folgte die Single „Friday“, eine Kollaboration mit Fridayy.
Am 10. Mai 2024 erschien die EP No Hard Feelings, zusammen mit den Songs „Bad Advice“ (mit der walisisch-kanadischen Sängerin ELIO), „Tennis Court“ und „Green Light“. Wenige Tage später, am 15. Mai, veröffentlichten sie den Track „No Shade At Pitti“.

## Diskografie
Studioalben

| Jahr | Titel Musiklabel                                         | Höchstplatzierung, Gesamtwochen, AuszeichnungChartplatzierungen (Jahr, Titel, Musiklabel, Platzierungen, Wochen, Auszeichnungen, Anmerkungen) | Höchstplatzierung, Gesamtwochen, AuszeichnungChartplatzierungen (Jahr, Titel, Musiklabel, Platzierungen, Wochen, Auszeichnungen, Anmerkungen) | Höchstplatzierung, Gesamtwochen, AuszeichnungChartplatzierungen (Jahr, Titel, Musiklabel, Platzierungen, Wochen, Auszeichnungen, Anmerkungen) | Höchstplatzierung, Gesamtwochen, AuszeichnungChartplatzierungen (Jahr, Titel, Musiklabel, Platzierungen, Wochen, Auszeichnungen, Anmerkungen) | Höchstplatzierung, Gesamtwochen, AuszeichnungChartplatzierungen (Jahr, Titel, Musiklabel, Platzierungen, Wochen, Auszeichnungen, Anmerkungen) | Höchstplatzierung, Gesamtwochen, AuszeichnungChartplatzierungen (Jahr, Titel, Musiklabel, Platzierungen, Wochen, Auszeichnungen, Anmerkungen) | Anmerkungen                                                 |
| Jahr | Titel Musiklabel                                         | DE | AT | CH | UK | US | Dance | Anmerkungen                                                 |
| ---- | -------------------------------------------------------- | --- | --- | --- | --- | --- | --- | ----------------------------------------------------------- |
| 2017 | Memories…Do Not Open Disruptor Records, Columbia Records | DE11 (15 Wo.)DE | AT9 (7 Wo.)AT | CH9 (12 Wo.)CH | UK3 Gold · (16 Wo.)UK | US1 Platin · (78 Wo.)US | Dance1 (… Wo.)Dance | Erstveröffentlichung: 7. April 2017 Verkäufe: + 1.695.000   |
| 2018 | Sick Boy Disruptor Records, Columbia Records             | DE65 (2 Wo.)DE | AT41 (7 Wo.)AT | — | UK— SilberUK | US— GoldUS | — | Erstveröffentlichung: 14. Dezember 2018 Verkäufe: + 717.500 |
| 2019 | World War Joy Disruptor Records, Columbia Records        | — | AT57 (2 Wo.)AT | — | — | US65 Gold · (11 Wo.)US | Dance1 (86 Wo.)Dance | Erstveröffentlichung: 6. Dezember 2019 Verkäufe: + 692.500  |
| 2022 | So Far So Good Disruptor Records, Columbia Records       | — | AT59 (1 Wo.)AT | — | — | US106 (1 Wo.)US | Dance1 (14 Wo.)Dance | Erstveröffentlichung: 13. Mai 2022                          |
| 2023 | Summertime Friends Disruptor Records, Columbia Records   | — | — | — | — | — | Dance15 (2 Wo.)Dance | Erstveröffentlichung: 20. Oktober 2023                      |